# Eutingen
Eutingen é um município da Alemanha, no distrito de Freudenstadt, na região administrativa de Karlsruhe, estado de Baden-Württemberg.